# St Mary’s Church (Newnham Murren)
Koordinaten: 51° 35′ 30,8″ N, 1° 7′ 13,1″ W

St Mary’s Church in Newnham Murren von Nordosten

St Mary’s Church ist ein redundantes Kirchengebäude der Anglikanischen Kirche im Weiler Newnham Murren in der Grafschaft Oxfordshire in England. Es wurde am 9. Februar 1959 von English Heritage als ein Bauwerk im Grade II* der Statutory List of Buildings of Special Architectural or Historic Interest hinzugefügt; das Bauwerk ist unter Obhut des Churches Conservation Trust. St Mary’s steht am Ende eines Feldweges oberhalb der Themse, in der Nähe vom Ridgeway, einer Altstraße und heutigem Fernwanderweg.

## Geschichte
Die Kirche stammt aus dem 12. Jahrhundert, im darauffolgenden Jahrhundert wurde das Bauwerk ergänzt und verändert. 1849 kam es zur Erneuerung des Bauwerkes. Während des 19. Jahrhunderts wurden ein Eingangsportal und ein Glockenstuhl hinzugefügt. Am 23. Januar 1973 wurde das Kirchengebäude als redundant erklärt, und am 21. Mai 1974 wurde es an den Churches Conservation Trust übereignet.

## Architektur
St Mary’s wurde aus Feuerstein gebaut und mit anderen Steinmaterial dekoriert; das Dach ist ziegelgedeckt. Der Grundriss besteht aus dem Kirchenschiff mit einem Seitenschiff an der Südseite. dem Altarraum und dem Eingangsportal nach Norden. Am westlichen Giebel des Kirchenschiffes erhebt sich der Glockenturm. Das Portal ist eine Holzfachwerkkonstruktion auf einer Feuersteinbasis mit Ziegeldach. Der Torgang ist normannischen Stiles. Links vom Eingangsportal befindet sich ein Lanzettfenster, zwei weitere Lanzettfenster sitzen in der Nordwand des Altarraumes und ähnliche Fenster in der südlichen Außenmauer. Das Fenster nach Osten wurde im 19. Jahrhundert eingebaut; es hat drei Lanzetten und Plattenmaßwerk.
Die Innenwände der Kirche sind gekalkt und die Fenster sind mit Buntglas gefertigt. Das Dach stammt aus dem Mittelalter. Der Bogen des Chors wurde im normannischen Stil gebaut; rechts davon beinhaltet die Wand ein Hagioskop. Im Altarraum ist ein Piscina in einer Wandnische der Südmauer eingebaut, in der nördlichen Wand ist eine zweifache Sakramentsnische ausgespart. Bei der Erneuerung des Bauwerks im Jahr 1849 wurde der Großteil der Innenausstattung ersetzt, doch eine Kanzel im jakobinischen Stil und ein Abendmahlstisch sind noch vorhanden. An der Wand des Seitenschiffes ist eine Gedenktafel aus Messing angebracht, die im 16. Jahrhundert gefertigt wurde.

## Belege
1. 1 2 3 4 5 6 7  Church of St Mary, Crowmarsh. Historic England, abgerufen am 6. April 2025 (englisch).
2. 1 2 3 4 5 6  St Mary’s Church, Newnham Murren, Oxfordshire. Churches Conservation Trust, abgerufen am 20. April 2011 (englisch).
3. ↑  Diocese of Oxford: All Schemes. (PDF; 39 kB) In: Church Commissioners/Statistics. Church of England, 2011, S. 6, abgerufen am 20. April 2011 (englisch).